# Bandog
Bandog – polski zespół hardcore punk, działający w latach 90.
Nazwa zespołu wywodzi się od rasy psów, które posiadają członkowie zespołu. Członkowie zespołu są wielkimi fanami hokeja na lodzie, a szczególnie klubu Cracovia, czemu dali wyraz w piosence Jest sobota, która jednakże nie ukazała się na żadnym oficjalnym wydawnictwie.

## Historia
W połowie lat 80. trzech krakowskich muzyków (Wörkie, Dzida, Maciek) postanowiło założyć grupę muzyczną o nazwie Ozon Blast. Kilka lat później powstał krótkotrwały projekt o nazwie Neuroza. Zespół, wzbogacony o wokalistkę, Nataszę, zagrał m.in. na koncercie Tama Tamie, w lipcu 1991. Już jako Bandog zespół w 1996 roku i związał się kontraktem płytowym z firmą Koch.
W 1996 roku został nagrany pierwszy album pod tytułem Bandog. Skład został rozszerzony, dołączyli 'Harti' i 'Kazek Wynalazek' na gitarach, Klaudiusz i 'Boss-Tom' na instrumentach dętych. Była to pierwsza polska płyta, na której połączono ostre hardcore'owe granie z instrumentami dętymi. Płyta bardzo dobrze przyjęta przez dziennikarzy i publiczność, co zaowocowało trasą po Europie (Włochy, Francja, Szwajcaria, Niemcy, Belgia, Holandia).
W 1997 roku powstała druga płyta zespołu pod tytułem Gangska z gościnnym udziałem między innymi rapera Bolca w utworze Tak zostanie i 'Sivego' i 'Ziuty' z Tuff Enuff w Old school respect. Skład zmienił się zasadniczo. Maćka na bębnach zastąpił Robert 'Mały' Kasprzyk, Kazka zmienił Artur 'Novaczek' Nowak. Płyta zawierała trochę ostrego grania, trochę ska, trochę przebojowych melodii, ciekawe wstawki z instrumentami dętymi. Na płycie znalazły się także covery House of Fun grupy Madness i Start Today grupy Gorilla Biscuits.
Po wydaniu płyty zespół koncertował z gwiazdami polskiej sceny niezależnej, między innymi Albert Rosenfield, Tuff Enuff, Illusion, Skankan, Acid Drinkers, Flapjack, Dynamind. Zespół w 1998 roku zagrał na Przystanku Woodstock w Żarach, a także kilkakrotnie na Finale Wielkiej Orkiestry Świątecznej Pomocy w Krakowie. Zespół brał udział w akcji Muzyka Przeciwko Rasizmowi.
W związku z chorobą wokalisty zespół praktycznie przestał istnieć.
Po rozwiązaniu zapolu, Dzida i Novaczek, w 2003 założyli Chupacabras. W 2018 roku, po 20 latach absencji na scenie, nastąpiła reaktywacja zespołu, która zaowocowała ukazaniem się albumu Way To Disorder.

## Dyskografia
- Bandog (1996) – Koch
- Gangska (1997) – Koch
- Way To Disorder (2018) – Defense Records

### Składanki
- Kompilacja Punkowa Orkiestra Świątecznej Pomocy VII. Klub 38 – 07. 01. 1999 Kraków. Część 1 (VHS) (1999) – Nikt Nic Nie Wie
- utwór House of Fun na kompilacji KOCH International vol. 2 (CD), KOCH International Polska.

### Single
- House of Fun (1997) – Koch

## Teledyski
- „Blood on Ice” (1996)
- „House of fun” (1997)

## Skład
- Wörkie – śpiew
- Harti – gitara
- Kazek Wynalazek – gitara
- Dzida – gitara basowa
- Maciek – perkusja
- Boss-Tom – trąbka
- Klaudiusz – trąbki
- Novaczek – gitara
- Robert Mały Vitting – perkusja
- Bandog&Jacula – chórki

Gościnnie:
- Bolec – w utworze „Tak zostanie” i „Old school respect”
- Siwy, Ziuta (Tuff Enuff) – w utworze „Old school respect”